# Jeanne Córdova
Jeanne Córdova (Bremerhaven, estado de Bremen,  Alemania, 18 de julio de 1948 - Los Angeles, Estados Unidos, 10 de enero de 2016) fue una pionera estadounidense del movimiento de derechos de lesbianas y gays, fundadora de The Lesbian Tide y del movimiento LGBT de la costa oeste. Fue una activista lesbiana feminista de la segunda ola y orgullosa "butch".
Fue una prolífica escritora, periodista y empresaria, y autora galardonada con el premio Lambda Literary, Publishing Triangle y Goldie Award por su memorias de 2011 tituladas "When We Were Outlaws: a Memoir of Love and Revolution". En honor a su memoria, la Fundación Lambda Literary creó la "Beca de Palabras Jeanne Córdova" en 2016 y el Premio "Jeanne Córdova de No Ficción Lésbica/Queer" en 2017.

## Primeros años
Córdova nació en Bremerhaven, Alemania, en 1948, la segunda de doce hijos nacidos de un padre mexicano y una madre irlandesa-estadounidense. Asistió a la secundaria en Bishop Amat High School en La Puente, California, al este de Los Ángeles, y luego estudió en la Universidad Estatal de California, Los Ángeles, y en la Universidad de California, Los Ángeles (UCLA), donde se graduó con honores con una licenciatura en bienestar social. Hizo prácticas en las comunidades afroamericanas y latinoamericanas de Watts y el Este de Los Ángeles, y obtuvo una maestría en trabajo social en UCLA en 1972.

## Vida y carrera
Córdova ingresó en el convento del Inmaculado Corazón de María después de la escuela secundaria en 1966, pero lo dejó en 1968 y completó su licenciatura en trabajo social mientras se convertía en organizadora/activista comunitaria y luego periodista. Comenzó su carrera en derechos de lesbianas y gays como presidenta del capítulo de Los Ángeles de las Daughters of Bilitis (DOB). Durante su presidencia en DOB, abrió el primer centro lésbico en Los Ángeles, en 1971. Bajo la dirección de Córdova, el boletín del capítulo de DOB evolucionó hacia The Lesbian Tide (1970–1980), con Córdova como editora y editora de lo que se convirtió en "el periódico de referencia para la década lésbica feminista". La publicación se clasificó "más alta en los criterios de excelencia periodística".
En la década de 1970, Córdova fue una organizadora clave de cuatro conferencias lésbicas, entre ellas la primera Conferencia Lésbica de la Costa Oeste en la Iglesia Metropolitana Comunitaria (1971) y la primera Conferencia Lésbica Nacional en la Universidad de California, Los Ángeles (1973). También formó parte de la Junta del Centro de Servicios Comunitarios Gay de Los Ángeles y se convirtió en editora de Derechos Humanos del semanario progresista Los Angeles Free Press (1973–1976).
Córdova fue elegida como delegada en la primera Conferencia Nacional de Mujeres para el Año Internacional de la Mujer en Houston (1977), donde fue una fuerza impulsora detrás de la aprobación de la resolución de acción afirmativa lésbica. Fue directora de medios del sur de California de la campaña para derrotar la iniciativa anti-gay de la boleta Proposition 6 Briggs (1978), que buscaba purgar a maestros lesbianas y gays de las escuelas públicas de California. Luego fundó la primera convención de la Organización Nacional Lésbica Feminista (1978) y fue presidenta del Club Democrático Stonewall (1979–1981).
En la década de 1980, Córdova ayudó a fundar el Cáucus Gay y Lésbico del Partido Demócrata y sirvió como una de las treinta delegadas abiertamente lesbianas en la Convención Nacional Demócrata de 1980 en la Ciudad de Nueva York. Fue una de las fundadoras de la Asociación de Prensa Gay y Lésbica de Los Ángeles (1983) y miembro fundador de la junta directiva del Centro Comunitario Lésbico Connexxus/Centro de Mujeres (1984–1988). También trabajó como directora de medios para STOP 64, la campaña para derrotar la medida de cuarentena del SIDA de 1986 en California, propuesta por Lyndon LaRouche.
Durante las décadas de 1980 y 1990, Córdova fundó y publicó las Páginas Amarillas Comunitarias (1981–1999), el primer y luego el directorio comercial LGBT más grande de la nación; el Libro de Teléfonos de la Nueva Era (1987–1992), y la revista Square Peg (1992–1994), que cubría la cultura y la literatura queer. En 1995, fue elegida presidenta de la junta directiva de los Archivos Nacionales Gay y Lésbicos ONE, y cofundó la Colección del Legado Lésbico en los Archivos ONE con Yolanda Retter.
En 1999, Córdova vendió las Páginas Amarillas Comunitarias y se fue a vivir durante ocho años a Todos Santos, BCS México. Ella y su cónyuge, Lynn Harris Ballen, cofundaron una organización sin fines de lucro para la justicia económica, La Sociedad Palapa de Todos Santos, AC, y Córdova se desempeñó como su primera presidenta hasta 2007.
Al regresar a Los Ángeles, Córdova y Ballen cofundaron LEX – El Exploratorio Lésbico, que patrocinó la exposición de arte e historia Genderplay en la Cultura Lésbica (2009) y creó el Muro del Legado Lésbico en los Archivos ONE (2009). Córdova luego organizó y presidió la Conferencia de Butch Voices Los Ángeles 2010.
Sus memorias Cuando éramos forajidas: una memoria de amor y revolución, recibió el Premio Lambda Literary 2012 ("Lammy") al mejor "Memoir/Biografía Lésbico", el Premio de la Sociedad Literaria de la Corona Dorada ("Goldie") al mejor "Colección de Cuentos/Ensayos (No Erótica)",Premios Stonewall del American Library Association, 2013 - Honor, y Premio Judy Grahn a No-ficción Lésbica, 2012 Publishing Triangle.

## Legado
En honor al mes del Orgullo de 2024, Google dedicó el Doodle del 6 de junio de 2024 a la activista chicana lesbiana, feminista y autora Jeanne Córdova para celebrar su trabajo. Córdova, una líder clave en el movimiento de derechos LGBTQ+ en varios países, incluyendo Estados Unidos y México, es recordada en el marco de la celebración del Mes del Orgullo.

## Obras

### Libros
- When We Were Outlaws; A Memoir of Love & Revolution Cuando Éramos Forajidas; Una Memoria de Amor y Revolución (2011) Spinsters Ink Books. ISBN 9781935226512
- Kicking the Habit: A Lesbian Nun Story Rompiendo el Hábito: Historia de una Monja Lesbiana (1990) Multiple Dimensions. ISBN 9780962508004
- Sexism: It's A Nasty Affair Sexismo: Es un Asunto Desagradable (1974) New Way Books.[42][43]

### Antologías
- La Cruzada Anti-gay de Anita Bryant "Anita Bryant's Anti-Gay Crusade" in The Right Side of History: 100 Years of LGBTQ Activism, ed. Adrian Brooks, Cleis Press (2015) ISBN 9781627781237 [44]
- El Matrimonio Arroja una Llave Inglesa "Marriage Throws A Monkey Wrench" in Untangling the Knot: Queer Voices on Marriage, Relationships & Identity , ed. Carter Sickels, Ooligan Press (2015) ISBN 1932010750 [45]
- "The New Politics of Butch" in Persistence: All Ways Butch and Femme, ed. Ivan Coyote & Zena Sharman, Arsenal Pulp Press (2011)- Lammy finalist. ISBN 9781551523972 [46]
- "A Tale of Two Hangouts: Gay & Lesbian Civil Wars in the '70s" in Love, West Hollywood, ed. Chris Freeman & James J. Berg, Alyson Books (2008) – Lammy finalist. ISBN 9781593500559
- "Cheap Gold: a seduction" in Hot & Bothered 2, ed. Karen Tulchinsky.  Arsenal Pulp Press (1999)  ISBN 978-1551520681
- "Camp Fires" in On My Honor, Lesbian Girl Scouts, ed. Nancy Manahan. Madwoman Press (San Francisco) (1997) ISBN 978-1886231023
- Una Historia de Dos Hermanos, "A Tale of Two Brothers" in Tomboys!:Tales of Dyke Derring-Do, ed. Lynne Yamaguchi Fletcher. Alyson Publications (1995) ISBN 9781555832858
- El Mantra del Orgasmo "The Mantra of Orgasm" in Sexy & Spiritual/Viva Arts Quarterly- A journal of Latino(a) gay and lesbian writers. (1994)
- Conversación con una Butch Caballerosa "Conversation With A Gentleman Butch" in Dagger: On Butch Women, ed. Lily Burana & Roxxie.  Cleis Press (1994)  ISBN 978-0939416820
- Butches, Mentiras y Feminismo "Butches, Lies & Feminism." In Persistent Desire: A Femme Butch Reader, ed. Joan Nestle. Alyson Publications. (1992) – Lammy Award winner.  ISBN 978-1555831905
- Lo Íntimo es Transformador "The Intimate is Transformational" in Common Lives/Lesbian Lives, a lesbian quarterly. (1990)
- Mi Corazón Inmaculado, "My Immaculate Heart" in Lesbian Nuns: Breaking the Silence, ed. Nancy Manahan & Rosemary Curb. Naiad Press, reprinted by Warner Books. (1985) – Lammy Award winner. ISBN 978-1935226635
- "Trauma en la Zona Heterosexual" en El Camino Lésbico. "Trauma in the Heterosexual Zone" in The Lesbian Path. Edited by Peg Cruikshank. Naiad Press. (1980) ISBN 978-0912516967
- "Cómo Salir del Clóset sin Ser Echada" y "¿Qué Debería Hacer una Marimacha?" en Después de Salir, ed. Karla Jay y Allen Young. Pyramid Books. "How To Come Out Without Being Thrown Out" and "What's A Dyke To Do?" in After You're Out, ed. Karla Jay & Allen Young. Pyramid Books. (1975) ISBN 978-0515042634

### Columnista
- Periódico American Herald, Cabo San Lucas, México (2000–2002)
- Periódico ICON, San Francisco (1995–1998)
- Los Angeles Village View, 1995
- The Advocate (1974–1976)
- Los Angeles Free Press, Columnista y Editora de Derechos Humanos (1973–1976)
- Lesbian Tide, Editora de Noticias y Directora Editorial (1971–1980)

## Noticias y reportajes
Las noticias y reportajes de Córdova han sido publicados en: The Guardian, The Nation, The Edge, Frontiers en LA, Out (Nueva York), Washington Blade (D.C.), Orange County Blade, Philadelphia Gay News, The Bay Area Reporter (San Francisco), Seattle Gay News, The Body Politic (Boston), The Lesbian News (L.A.), Ten Percent Magazine (San Francisco), Los Angeles Free Press, The Advocate, Los Angeles Village View, ICON y Lesbian Tide.[cita requerida]

## Vida personal
La pareja de vida de Córdova fue Lynn Harris Ballen, una periodista feminista de radio y la hija del luchador por la libertad sudafricano Frederick John Harris. Vivieron en Hollywood Hills, California, y Todos Santos, BCS México, y crearon diversos proyectos mediáticos juntos, incluyendo Square Peg Magazine, y eventos culturales, exhibiciones y literatura feminista lésbica de temática histórica.

## Fallecimiento
Jeanne Córdova, de 67 años, falleció el 10 de enero de 2016, a causa de un cáncer cerebral metastásico en su hogar en Los Ángeles, California. Antes de su muerte, Córdova escribió "Una Carta Sobre Morir, a Mis Comunidades Lésbicas", un mensaje de despedida publicado en varias publicaciones relacionadas con lesbianas en septiembre de 2015, en el que informaba a la comunidad sobre su enfermedad terminal; y donó una herencia de $2 millones a la Fundación Lésbica Astraea para la Justicia, creando el Fondo Jeanne R. Cordova. Su obituario apareció en Los Angeles Times y fue recordada en Last Word, el programa semanal de obituarios de BBC Radio 4 en enero de 2016.

## Premios y discursos
- Seleccionada como una de las 200 mujeres inscritas en la Place du Panthéon, París, 2019. Memorial Feminista Monumental, colectivo Les MonumentalEs.[54]
- Homenaje, Premios Fueling the Frontlines 2018. Fundación Lésbica Astraea para la Justicia.[55]
- Premio Etheridge – Marcha Lésbica de WeHo, junio de 2015.[56]
- Honrada en el mural de la historia LGBT de Wells Fargo, West Hollywood (inaugurado el 5 de junio de 2014).[57]
- Premio Morris Kight a la Trayectoria de Vida, Christopher Street West (2009).[58]
- Entre las 25 Mujeres Queer Significativas Oficiales de Velvetpark de 2010.
- Conferenciante, Feria del Libro de la Ciudad de México (2006).[59]
- Premio Cultural Hero Visibility, Archivos Nacionales Gay y Lésbicos ONE (2003).[49]
- Premio Rainbow Key por servicio comunitario de por vida, Ciudad de West Hollywood (2002).
- Premio de Reconocimiento "por trabajo pionero en nombre de los derechos gay y lésbicos". Sociedad para el Estudio Científico de la Sexualidad (1998).
- Premio Pionero del Movimiento (por su papel en la cofundación del movimiento de derechos civiles gay en la Costa Oeste en la década de 1970). Conferencia de Estudiantes Graduados Lesbianas, Gays y Bisexuales, Universidad del Sur de California (1995).[60]
- Mujeres Inusuales: seleccionada como una mujer notable, compilado por la Legacy Foundation NY (1994).
- Premio de Reconocimiento de la Comunidad, Mujeres del Sur de California para la Comprensión por la fundación y publicación de Páginas Amarillas Comunitarias, una institución comunitaria de Los Ángeles (1983).
- Premio al Servicio Comunitario, Unión Académica Gay (1981).
- Primera lesbiana abierta en aparecer en Who's Who in America (1978–79).
- Discurso principal en la conferencia Butch Voices 2009.[61]
- Discurso principal en los Premios del Libro Stonewall 2012.[62]